# 1458

## Události
- 2. března – Jiřík z Poděbrad přijal volbu českých stavů
- 7. května – korunovace Jiřího z Poděbrad českým králem

### Probíhající události
- 1454–1466 – Třináctiletá válka
- 1455–1487 – Války růží

## Narození
- 2. května – Eleonora de Viseu, manželka portugalského krále Jana II. († 17. listopadu 1525)
- 3. října – Svatý Kazimír, polský princ z rodu Jagellonců a patron Polska († 4. března 1484)
- 25. prosince – Cunehisa Amago, japonský vládce († 30. listopadu 1541)
- ? – Štefan Verbőci, zemský soudce a uherský palatin († 13. října 1541)

## Úmrtí
- 25. března – Iñigo Lopez de Mendoza,kastilský básník a šlechtic (* 1398)
- 14. května – Juan ze Segovie, kastilský teolog (* kolem 1395
- 27. června – Alfonso V. Aragonský, král aragonský a neapolský (* 1396)
- 6. srpna – Kalixtus III., papež (* 31. prosince 1378)
- ? – Marie Kastilská, aragonská a neapolská královna z dynastie Trastámara (* 1401)

## Hlavy států
- Papež – Kalixtus III. / Pius II.
- České království – Jiří z Poděbrad
- Svatá říše římská – Fridrich III.
- Anglické království – Jindřich VI.
- Francouzské království – Karel VII.
- Polské království – Kazimír IV. Jagellonský
- Uherské království – Matyáš Korvín
- Litevské knížectví – Kazimír IV. Jagellonský
- Aragonské království – Alfons V. / Jan II.